# Ричфонд Фийлд
„Ричфонд Фийлд“ е футболен стадион в Мабуя Вали, Сейнт Лусия.
Представлява малко игрище за футбол.
На практика „Ричфонд“ е част от рибарския град Денери, а Мабуя Вали се намира само на 2 км в западна посока.
За разлика от големите стадиони за крикет, типични за Карибите, „Ричфонд Фийлд“ притежава скромния капацитет от 1200 души. Въпреки това стадионът е емблематичен за региона. Съоръжението притежава и електрическо осветление .